# Kapituła Prymasowska w Gnieźnie

Trzy białe (srebrne) lilie w polu błękitnym występujące w herbie archidiecezji gnieźnieńskiej, od XV w. upowszechnione jako znak herbowy kapituły gnieźnieńskiej.

Kapituła Prymasowska, Prześwietna Kapituła Prymasowska przy bazylice prymasowskiej w Gnieźnie – kapituła katedralna kanoników przy bazylice prymasowskiej w Gnieźnie.

## Historia
Początki kapituły katedralnej w Gnieźnie sięgają XI wieku. Aż do połowy XIV w. w skład kapituły wchodziło najpierw sześciu, potem siedmiu prałatów (prepozyt, dziekan, archidiakon, kantor, scholastyk, kustosz i kanclerz) oraz 26 kanoników (łącznie było 32 członków kapituły). W 1354 r. abp Jarosław Bogoria Skotnicki zredukował liczbę kanoników do 23, pozostawiając 7 prałatur. Taki stan przetrwał aż do rozbiorów. Dokonana w 1796 r. przez władze pruskie sekularyzacja majątku kościelnego, zmusiła, wskutek braku dochodów, arcybiskupa Ignacego Raczyńskiego do zredukowania liczby członków kapituły. Pozostawiając siedem prałatur, ograniczył liczbę kanoników do 15. Dalsza redukcja liczby członków kapituły nastąpiła w związku z wykonaniem bulli De salute animarum (1821). Odtąd w skład kapituły wchodził prepozyt i sześciu kanoników. Bulla regulowała również sposób powoływania członków kapituły: prepozytura i kanonikaty zwolnione w miesiącach nieparzystych miały podlegać nominacji Stolicy Apostolskiej, natomiast kanonikaty, które zawakowały w miesiącach parzystych miały być obsadzane przez arcybiskupa gnieźnieńskiego. Z czasem uprawnienia Stolicy Apostolskiej przeszły na rząd pruski, który jej tylko przedstawiał kandydatów.
Źródłem utrzymania kanoników był pokaźny majątek kapitulny. Obok majątku wspólnego czyli stołowego zwanego mensa capitularis istniał majątek dotacyjny przeznaczony na utrzymanie pojedynczych kanoników, którzy poza tym – w zależności od spełniania swoich obowiązków – otrzymywali różne gratyfikacje w postaci konsolacji, dystrybucji dziennych i partycypacji w majątku gracjalnym.
Bullą De salute animarum Pius VII skasował wszelkie dotychczasowe prebendy i ich tytuły, zapewniając członkom kapituły dotację stałą od rządu pruskiego z tytułu zabranych dóbr. W okresie międzywojennym uposażenie kanoników stanowiły, na mocy konkordatu, dotacje państwowe oraz dochody z inkorporowanego w 1928 r. do kapituły beneficjum w Kwieciszewie. Od 1945 roku Kapituła nie posiada żadnego uposażenia.
Kolejna reorganizacja kapituły miała miejsce w okresie międzywojennym. Dzięki staraniom kard. Augusta Hlonda Stolica Apostolska ustanowiła w 1930 r. trzy prałatury (prepozyt, dziekan, kustosz). Liczba członków kapituły pozostała nadal ta sama (siedmiu). Następnej zmiany w strukturze kapituły dokonał kard. Stefan Wyszyński w 1957 roku. Powiększył liczbę kanoników gremialnych do 12, w tym zachowując cztery prałatury: prepozyt, dziekan, kustosz i czwartą bez nazwy. Prałatom przysługiwało używanie białej infuły.
Ostatni statut kapituły z 3 stycznia 1991 roku, zatwierdzony przez kard. Józefa Glempa, zlikwidował, zgodnie z normami nowego prawa kanonicznego, prałatury, a wprowadził w to miejsce, wybieralne co pięć lat, urzędy: prepozyta, czyli przewodniczącego, dziekana, kustosza, prokuratora i sekretarza. Przewodniczącego czyli prepozyta wybiera Kapituła spośród biskupów pomocniczych arcybiskupa gnieźnieńskiego na okres pięciu lat.
W 2010 roku bp Krzysztof Wętkowski, prepozyt i ks. Bogdan Czyżewski, dziekan wydali publikację poświęconą kapitule – Kanonicy Kapituły Katedry Gnieźnieńskiej 1918-2009.
Nowelizacja statutu nastąpiła w 2018 roku, nadając prepozytowi, dziekanowi i kustoszowi na czas pełnionych przez nich urzędów, tytuł prałata kapitulnego.

### Przywileje i obowiązki kapituły
Do obowiązków kapituły należała:
- rezydencja przy katedrze,
- służba chórowa, polegająca na odmawianiu godzin kanonicznych. Od bulli De salute animarum obwiązywało to 44 razy w ciągu roku. Następnie odprawianie mszy konwentualnych w niedziele, święta i czwartki, obecność na nich, udział w procesjach adwentowych, wielkopostnych, w krzyżowe i suche dni, obecność na nabożeństwach pasyjnych w niedziele Wielkiego Postu. Jako bodziec do wypełniania tych obowiązków służyły tzw. distributiones quotidianae, na które składały się określone sumy pieniężne i artykuły żywnościowe,
- udział w posiedzeniach zwanych kapitułami, dzielących się na generalne (trzy razy w roku: 23 IV, 24 VI, 20 X) i cotygodniowe (we wtorki), za które obecni otrzymywali tzw. konsolacje (pieniężne). Odbywały się one w kapitularzach bazyliki prymasowskiej.
- wybór arcybiskupa,
- opieka nad majątkiem arcybiskupim w czasie sede vacante,
- pomoc arcybiskupowi w administrowaniu diecezją. Kapitułę nazywano senatem arcybiskupim.

Kapituła miała prawo m.in. do własnego herbu i pieczęci, autonomii, własnej siedziby i forum sądowego, osobowości prawnej, niezależnej administracji majątku, obsadzania wakansów kapitulnych, władzy dyscyplinarnej nad swoimi członkami, wyboru kanonicznego arcybiskupa i udziału w synodach diecezjalnych i prowincjonalnych.

## Strój chórowy
Od 1689 roku kanonikom przysługiwało prawo do specjalnego stroju chórowego, na który składała się rokieta i mantolet. W 1694 r. kapituła otrzymała przywilej używania rzymskich kap fioletowych, takich, jakie nosili kanonicy bazyliki św. Piotra na Watykanie, a w 1863 r. papież Pius IX udzielił przywileju noszenia całkowitego fioletowego stroju z biretem włącznie, na podobieństwo stroju biskupiego. Kapituła może też nosić dystynktorium, które w formie do dziś używanej nadał prymas Teodor Potocki w 1735 roku. Kapituła prymasowska była jedyną w Polsce, mającą ten przywilej. W trzy lata później przywilej ten zatwierdził papież Klemens XII i dołączył dla noszących odpust zupełny na godzinę śmierci. Kanonicy tej kapituły mieli prawo używania kanonu i pierścienia przy celebrze, co zostało zlikwidowane po Soborze Watykańskim II.
Obecnie obowiązującym strojem chórowym jest:
- fioletowa sutanna z fioletowym pasem, zakończonym frędzlami
- fioletowy mantolet
- rokieta
- dystynktorium
- pierścień
- czarny biret z fioletowym pomponem

## Kapituła obecnie

### Kanonicy gremialni
- bp Radosław Orchowicz – prepozyt
- ks. prof. Bogdan Czyżewski – dziekan
- ks. inf. Jerzy Stefański
- ks. Jan Kasprowicz – kustosz
- ks. prał. Kazimierz Kociński – ekonom
- ks. prał. Andrzej Kozakowski
- ks. prof. UAM Maciej Olczyk – penitencjarz, sekretarz
- ks. dr Andrzej Białczyk
- ks. dr Andrzej Grzelak
- ks. dr Jan Szrejter
- ks. dr Zbigniew Przybylski
- ks. dr Jakub Dębiec[8]
- ks.  Robert Nurski[9]
- ks. dr Przemysław Kwiatkowski[9]
- ks. prał.  Krzysztof Stawski[9]

Kapituła posiada też jednego kanonika seniora i ośmiu  kanoników honorowych

### Obowiązki i przywileje
Kapituła ma obowiązek zebrania się na posiedzeniu dwa razy w roku – w rocznicę poświęcenia bazyliki prymasowskiej (1 lutego) i w uroczystość liturgiczną św. Wojciecha (23 kwietnia). Obecny statut zachował także niektóre obowiązki, wprowadzone po bulii de salute animarum – sprawowanie lub koncelebrowanie mszy w czwartki (Cibavit), z udziałem alumnów i moderatorów prymasowskiego seminarium duchownego oraz sumy niedzielnej, uczestnictwo we wszystkich mszach, którym przewodniczy Prymas Polski w bazylice prymasowskiej, uczestnictwo w nabożeństwach pasyjnych w niedziele wielkiego postu oraz corocznych uroczystościach odpustowych ku czci św. Wojciecha.
23 kwietnia 2018 roku promulgowane zostały znowelizowane statuty kapitulne. W porównaniu z dotychczasową wersją z 1991 roku, poszerzono je o zapis, przywracający tytuł prałatów kapitulnych (infułatów). Godność tę powierza się każdorazowo prepozytowi, dziekanowi i kustoszowi kapituły, na czas pełnienia przez nich urzędu. Zachowano dla nich tradycję noszenia infuły.